# Athyrium foliolosum
Athyrium foliolosum är en majbräkenväxtart som först beskrevs av Nathaniel Wallich, och fick sitt nu gällande namn av Moore och James Edward Smith. Athyrium foliolosum ingår i släktet Athyrium och familjen Athyriaceae. Inga underarter finns listade.